# Cody Sorensen
Pour les articles homonymes, voir Sorensen.
Cody Sorensen est un bobeur canadien, né le 6 octobre 1986 à Ottawa.

## Biographie
Il fait partie de l'équipe nationale depuis 2008 et a le rôle de freineur.
Il obtient son premier podium en Coupe du monde en décembre 2010.
Il obtient deux médailles aux Championnats du monde lors de la compétition par équipes en 2011 et 2013.

## Palmarès

### Championnats du monde
- : médaillé de bronze en équipe mixte aux Championnats du monde de la FIBT 2011 et 2013.

### Coupe du monde
- 4 podiums  : 
  - en bob à 4 : 4 troisièmes places.
- 3 podiums en équipe mixte : 1 victoire et 2 troisièmes places.